# كاثلين مايرز
كاثلين مايرز (بالإنجليزية: Kathleen Myers)‏ هي ممثلة أمريكية، ولدت في 16 أبريل 1899 في كوفينغتون في الولايات المتحدة، وتوفيت في 27 سبتمبر 1959 في سينسيناتي في الولايات المتحدة.

## وصلات خارجية
- كاثلين مايرز على موقع IMDb (الإنجليزية)
- كاثلين مايرز على موقع قاعدة بيانات الفيلم (الإنجليزية)